# Pseudopolydora kempi
Pseudopolydora kempi är en ringmaskart som först beskrevs av Rowland Southern 1921.  Pseudopolydora kempi ingår i släktet Pseudopolydora och familjen Spionidae.

## Underarter
Arten delas in i följande underarter:
- P. k. californica
- P. k. japonica